# هفت ماه مالی المیدا
رمان هفت ماه مالی المیدا (به انگلیسی: The Seven Moons of Maali Almeida) اثری از نویسنده سریلانکایی، شهان کاروناتیلاکا، است که در سال ۲۰۲۲ منتشر شد و برنده جایزه بوکر در همان سال شد. این رمان در تاریخ ۴ اوت ۲۰۲۲ توسط انتشارات «Sort of Books» در لندن منتشر شد. نسخه قبلی این رمان در سال ۲۰۲۰ در شبه‌قاره هند تحت عنوان «گفت‌وگو با مردگان» منتشر شده بود.

## خلاصه داستان
کلمبو، ۱۹۹۰. مالی المیدا، عکاس جنگ، قمارباز و فردی که در سایه‌ها زندگی می‌کند، ناگهان در جایی شبیه به اداره ویزای دنیای دیگر، بیدار می‌شود و می‌فهمد که مرده است. جسد تکه‌تکه شده‌اش در دریاچه بیرا غرق شده و او نمی‌داند چه کسی او را کشته است. در دورانی که جوخه‌های مرگ، بمب‌گذاران انتحاری و مزدوران در حال تصفیه‌حساب هستند، تعداد مظنونان بسیار زیاد است. اما حتی در دنیای پس از مرگ، زمان برای مالی محدود است. او تنها هفت قمر (ماه) فرصت دارد تا با نزدیک‌ترین افرادش ارتباط برقرار کند و آنها را به سراغ عکسی مخفی بفرستد که می‌تواند سریلانکا را دگرگون کند.